# Sinthiou Dangdé
Sinthiou Dangde est une localité du nord-est du Sénégal située sur le fleuve Sénégal, à proximité de la Mauritanie.

## Géographie
À vol d'oiseau, les localités les plus proches sont Marda, Dara Halaibe, Ngorel, Ndormbos et Beli Tiowi.

### Population
Lors du dernier recensement, Sinthiou Dangdé comptait 1 562 habitants et 182 ménages.

## Administration
Sinthiou Dangdé fait partie de la communauté rurale de Dodel, dans le département de Podor et la région de Saint-Louis.

## Histoire
- Aboubacry Moussa Lam, égyptologue;

Mamadou lamine sakho inspecteur departemental
Mamadou Lamine Ngaidé, Professeur de Lettres Modernes et Traducteur et Interprète des Langues Nationales